# Діпак Пунія
Діпак Самундерсінгх Пунія (англ. Deepak Samundersingh Punia; нар. 19 травня 1999) — індійський борець вільного стилю, срібний призер чемпіонату світу, срібний та дворазовий бронзовий призер чемпіонатів Азії, чемпіон Ігор Співдружності, учасник Олімпійських ігор.

## Життєпис
Боротьбою почав займатися з 2009 року. Багаторазовий чемпіон та призер чемпіонатів Азії та світу у молодших вікових групах.
Виступає за спортивний клуб «Chatrcha Stadium» Нью-Делі.
У 2021 році за спортивні досягнення був нагороджений премією «Арджуна».

## Спортивні результати на міжнародних змаганнях

### Виступи на Олімпіадах
| Змагання                    | Збірна | Вагова категорія          | Місце |
| --------------------------- | ------ | ------------------------- | ----- |
| Літні Олімпійські ігри 2020 | Індія  | вільна боротьба, до 86 кг | 5     |

### Виступи на Чемпіонатах світу
| Змагання                        | Збірна | Вагова категорія          | Місце  |
| ------------------------------- | ------ | ------------------------- | ------ |
| Чемпіонат світу з боротьби 2019 | Індія  | вільна боротьба, до 86 кг | Срібло |

### Виступи на Чемпіонатах Азії
| Змагання                       | Збірна | Вагова категорія          | Місце  |
| ------------------------------ | ------ | ------------------------- | ------ |
| Чемпіонат Азії з боротьби 2019 | Індія  | вільна боротьба, до 86 кг | Бронза |
| Чемпіонат Азії з боротьби 2020 | Індія  | вільна боротьба, до 86 кг | Бронза |
| Чемпіонат Азії з боротьби 2022 | Індія  | вільна боротьба, до 86 кг | Срібло |
| Чемпіонат Азії з боротьби 2023 | Індія  | вільна боротьба, до 92 кг | 7      |

### Виступи на Азійських іграх
| Змагання           | Збірна | Вагова категорія          | Місце  |
| ------------------ | ------ | ------------------------- | ------ |
| Азійські ігри 2023 | Індія  | вільна боротьба, до 86 кг | Срібло |

### Виступи на Кубках світу
| Змагання                    | Збірна | Вагова категорія          | Місце |
| --------------------------- | ------ | ------------------------- | ----- |
| Кубок світу з боротьби 2018 | Індія  | команда                   | 8     |
| Кубок світу з боротьби 2020 | Індія  | вільна боротьба, до 86 кг | 5     |

### Виступи на Іграх Співдружності
| Змагання                | Збірна | Вагова категорія          | Місце  |
| ----------------------- | ------ | ------------------------- | ------ |
| Ігри Співдружності 2022 | Індія  | вільна боротьба, до 86 кг | Золото |

### Виступи на інших змаганнях
| Змагання                                                      | Збірна     | Вагова категорія          | Місце  |
| ------------------------------------------------------------- | ---------- | ------------------------- | ------ |
| Кубок мера Пуна з боротьби 2016                               | Індія      | вільна боротьба, до 86 кг | 5      |
| Турнір Г. Картозія і В. Балавадзе 2018                        | Індія      | вільна боротьба, до 86 кг | Бронза |
| Pro Wrestling League 2019                                     | Індія      | команда                   | 6      |
| Турнір Дана Колова — Николи Петрова 2019                      | Індія      | вільна боротьба, до 86 кг | 13     |
| Турнір міста Сассарі з боротьби 2019                          | Індія      | вільна боротьба, до 86 кг | Бронза |
| Турнір Яшара Догу 2019                                        | Індія      | вільна боротьба, до 86 кг | Срібло |
| Меморіал Маттео Пелліконе 2020                                | Індія      | вільна боротьба, до 86 кг | 12     |
| Меморіал Вацлава Циолковського 2021                           | Індія      | вільна боротьба, до 86 кг | 9      |
| Турнір Дана Колова — Николи Петрова 2022                      | Індія      | вільна боротьба, до 92 кг | Бронза |
| Турнір Яшара Догу 2022                                        | Індія      | вільна боротьба, до 92 кг | Бронза |
| Меморіал Болата Турлиханова 2022                              | Індія      | вільна боротьба, до 92 кг | 6      |
| Турнір К. У. Кожомкула і Р. Санатбаєва 2023                   | Індія      | вільна боротьба, до 86 кг | 9      |
| Відкритий чемпіонат Загреба з боротьби 2024                   | Шаблон:UWW | вільна боротьба, до 86 кг | 10     |
| Олімпійський кваліфікаційний турнір з боротьби 2024 (Бішкек)  | Індія      | вільна боротьба, до 86 кг | 10     |
| Олімпійський кваліфікаційний турнір з боротьби 2024 (Стамбул) | Індія      | вільна боротьба, до 86 кг | 18     |

### Виступи на змаганнях молодших вікових груп
| Змагання                                                   | Збірна | Вагова категорія                 | Місце  |
| ---------------------------------------------------------- | ------ | -------------------------------- | ------ |
| Чемпіонат Азії з боротьби серед кадетів 2016               | Індія  | вільна боротьба, до 85 кг        | Срібло |
| Чемпіонат світу з боротьби серед кадетів 2016              | Індія  | вільна боротьба, до 85 кг        | Золото |
| Чемпіонат Азії з боротьби серед юніорів 2016               | Індія  | вільна боротьба, до 84 кг        | Золото |
| Чемпіонат світу з боротьби серед юніорів 2016              | Індія  | вільна боротьба, до 84 кг        | 14     |
| Чемпіонат Азії з боротьби серед юніорів 2017               | Індія  | вільна боротьба, до 84 кг        | Срібло |
| Чемпіонат світу з боротьби серед юніорів 2017              | Індія  | вільна боротьба, до 84 кг        | 5      |
| Чемпіонат Азії з боротьби серед юніорів 2018               | Індія  | вільна боротьба, до 86 кг        | Золото |
| Чемпіонат світу з боротьби серед юніорів 2018              | Індія  | вільна боротьба, до 86 кг        | Срібло |
| Чемпіонат світу з боротьби серед юніорів 2019              | Індія  | вільна боротьба, до 86 кг        | Золото |
| Чемпіонат Азії з боротьби 2022 (до 20 років)               | Індія  | греко-римська боротьба, до 72 кг | 8      |
| Чемпіонат світу з боротьби серед молоді 2022 (до 20 років) | Індія  | греко-римська боротьба, до 72 кг | 19     |
| Чемпіонат світу з боротьби серед молоді 2017               | Індія  | вільна боротьба, до 86 кг        | 12     |
| Чемпіонат Азії з боротьби серед молоді 2022                | Індія  | вільна боротьба, до 86 кг        | Бронза |
| Чемпіонат Азії з боротьби серед молоді 2022                | Індія  | греко-римська боротьба, до 72 кг | 6      |